# Ludwig Steffens
Ludwig Steffens (* 1. März 1930 in Köln) ist ein deutscher Urologe.

## Leben
Steffens studierte Medizin an Julius-Maximilians-Universität Würzburg und der Rheinischen Friedrich-Wilhelms-Universität Bonn, 1956 wurde er in Bonn mit einer Arbeit über atypische Gallenoperationen zum Dr. med. promoviert.  1980 habilitierte er sich mit der Schrift Kryo-Therapie urologischer Tumoren, später Professor in Bonn. Ludwig Steffens war von 1963 bis zu seinem Ruhestand 1995 Chefarzt der Klinik für Urologie und Kinderurologie am St.-Antonius-Hospital-Eschweiler. Er war u. a. als Fliegerarzt tätig.
Steffens engagierte sich in der Deutschen Gesellschaft für Urologie. Er ist Ehrenmitglied  der Nordrhein-Westfälischen Gesellschaft für Urologie.
Er ist seit 1952 Mitglied der katholischen Studentenverbindung K.D.St.V. Franco-Raetia zu Würzburg und der K.D.St.V. Novesia Bonn im Cartellverband (CV).

## Schriften
- Über atypische Gallenoperationen unter besonderer Berücksichtigung der Choledocho-Duodeno-Stomie, Bonn 1956
- Kryo-Therapie urologischer Tumoren, Demeter Gräfelfing 1980, ISBN 3-921512-77-8
- Transurethrale Diagnostik und Therapie, Thieme 1990, ISBN 3-13-713601-6, zusammen mit Winfried Vahlensieck, Joachim Steffens

| Personendaten    | Personendaten     |
| ---------------- | ----------------- |
| NAME             | Steffens, Ludwig  |
| KURZBESCHREIBUNG | deutscher Urologe |
| GEBURTSDATUM     | 1. März 1930      |
| GEBURTSORT       | Köln              |